# Ahmose II
Ahmose II lub Amazis lub Amasis – władca starożytnego Egiptu z XXVI dynastii, panował w latach 570–526 p.n.e.
Prawdopodobnie nie pochodził z królewskiego rodu. Był wysokiej rangi dowódcą wojskowym i generałem. W czasach panowania faraona Psametycha II był wodzem armii w wyprawie do Kusz. Według Herodota został wyniesiony do władzy przez podległe sobie oddziały wojsk. Być może władzę objął na dwa lata przed śmiercią swego poprzednika – Apriesa. Obaj ci władcy konkurowali więc o władzę królewską, przez dwa lata, każdy kontrolując podległe sobie tereny, a Amazis w związku z tym, początkowo uważany był za uzurpatora. Był władcą wybitnym, niezwykle inteligentnym i utalentowanym, choć powierzchownie swym sposobem bycia mógł uchodzić za gbura, prostaka i utracjusza. Podczas swoich rządów promował kulturę grecką. Wynikało to po częścì z tego, że jego żoną była Greczynka Ladike. Źródłem wielu opowieści o Amazisie, dowodzących tego, są opisy Herodota.

## Panowanie
W okresie długiego, 44-letniego jego panowania zdarzyło się wiele niezwykle ważnych dziejowych faktów politycznych, ważących na dziejach Egiptu oraz innych królestw i imperiów we wschodniej części basenu Morza Śródziemnego. Pierwsza upadła Media, po niej Lidia, której władca Krezus próbował ratować swe państwo lecz wkrótce jego stolica Sardes upadła. Wkrótce potem pod naporem Persów upadł Babilon, którego ostatni król Nabunaid dostał się do niewoli. Wszystko to stało się za sprawą rodzącej się potęgi monarchii Achemenidów, którą zapoczątkował wybitny władca – Cyrus Wielki.
Już w początkach swego panowania, jeszcze w okresie rywalizacji z Apriesem, doszło do starć z wojskami króla babilońskiego Nabuchodonozora II, który chcąc skorzystać z walk wewnętrznych w Egipcie dążył do zdobyczy na terenie Egiptu. Do bitwy doszło u wschodnich granic Egiptu, a uczestniczący w niej po stronie egipskiej greccy najemnicy zostali pokonani i zmuszeni do ucieczki.
Wojska Nabuchodonozora spustoszyły i złupiły część Egiptu, wywożąc ogromne bogactwa. Zwycięstwo króla babilońskiego nie pociągnęło jednak za sobą podboju i okupacji Egiptu. Wojska najeźdźcy szybko wycofały się i powróciły do swego kraju. Według niektórych relacji w czasie tej kampanii zginął Apries, uległszy propozycjom Nabuchodonozora odzyskania władzy za cenę ustępstw na rzecz Babilonu. Po ustabilizowaniu swej władzy, pierwszym, palącym problemem nowego faraona stała się konieczność uregulowania statusu greckich najemników, którzy z powodu licznych przywilejów, nadawanych im przez lokalnych nomarchów oraz zdolności adaptacyjnych w nowym kraju zamieszkania stali się obiektem nienawiści ze strony rdzennych mieszkańców Egiptu. W tym celu faraon zgromadził i osiedlił wszystkich Greków w Naukratis, mieście nad Rzeką Zachodnią, położonym w połowie dystansu pomiędzy Memfis, a wybrzeżem morskim. Z nadania faraona osadnicy otrzymali szeroką autonomię oraz swobodę wyznawania swej religii i oddawania czci bogom. Wkrótce miasto stało się ośrodkiem kwitnącego handlu i kultury greckiej, co spowodowało znaczny jego rozwój. Przynosiło ono również wymierny zysk Egiptowi, pobierany był bowiem 10% podatek od transakcji handlowych.

## Chwała dyplomacji
Wzrastająca potęga państwa perskiego, rządzonego przez Cyrusa, spowodowała zmianę układu sił, dążącego do stworzenia hegemonii na całym obszarze Bliskiego Wschodu. Doskonale zdający sobie z tego sprawę Amazis, będący przewidującym władcą i doskonałym dyplomatą dążył do stworzenia układu, mogącego zrównoważyć i przeciwstawić się wzrastającemu zagrożeniu ze strony perskiej. Wykorzystując swe talenty prowadził politykę zagraniczną mogącą przynieść Egiptowi korzyści. Zawierał przymierza i układał stosunki przyjacielskie. Pierwszymi byli Grecy z Cyreny, których władca Battos II wydał za mąż za Amazisa swą córkę Ladikę, późniejszą matkę faraona Psametycha III – ostatniego władcy XXVI dynastii. Informacje o tym przekazuje nam Herodot, pisząc w swych „Dziejach” –
„...z Kyrenejczykami zawarł Amazys wzajemną przyjaźń i przymierze. Postanowił także wziąć sobie stamtąd żonę, czy to że zapragnął helleńskiej niewiasty, czy też w ogóle z powodu przyjaźni z Kyrenejczykami. Ożenił się więc...z córką Battosa, syna Arkesilaosa...która nazywała się Ladika.”
Przyjazne stosunki zawarte zostały również z Krezusem, królem Lidii oraz Polikratesem, tyranem Samos, niepodzielnym władcą na Morzu Egejskim. Dzięki temu przymierzu, Amazis zapewne dążył do zabezpieczenia się przed zagrożeniem ze strony Fenicji, podporządkowanej już władzy Persów. Dzięki znacznemu udziałowi floty Polikratesa, zdołał również Amazis podporządkować sobie Cypr, który stał się poprzez wysoki trybut, źródłem zysków Egiptu. Przyjaźń z Polikratesem nie wytrzymała próby czasu i została zerwana, być może w wyniku pomocy jaką udzielił on Persom, szykującym inwazję na Egipt. Sam Polikrates został przez Persów zdradzony, podstępnie zwabiony do Magnezji i ukrzyżowany przez jednego z satrapów perskich – Orojtesa. Jak wkrótce się okazało, przymierza, zawarte przez Amazisa, wobec bezwzględności potęgi perskiej nie na wiele się przydały, pozostawiając Egipt osamotniony, stojący przed groźbą nowej wojny.

## Prawodawca
Wśród swych rozlicznych talentów, przejawiał Amazis również wybitne zdolności reformatorskie i prawodawcze.
Podjął się bowiem niezwykle trudnego dzieła zreformowania i ponownego spisania prawa egipskiego. Dzieło to nie doczekało się swego ukończenia, gdyż w trakcie jego realizacji faraon zmarł. Zdołał jednak osiągnąć wiele, ustanawiając niezwykle ważne prawa. I tak dziełem legislacji Amazisa jest ustanowienie podatku dochodowego jako środka kontroli przychodów oraz obowiązek składania corocznych raportów o stanie środków do życia każdego obywatela. Brak środków do życia lub brak raportu, prawo egipskie karało z całą surowością. Przewidywało bowiem za to karę śmierci. Amazis odebrał kapłanom administrację świątyń oraz uwolnił rolników od posłuszeństwa wobec kleru i osób prywatnych.

## Budowniczy
Wszelkie przedsięwzięcia, jakie realizował Amazis, wykonywane były dokładnie, systematycznie i starannie. Taki też był program budowlany podjęty przez faraona. Budował wiele, głównie w Delcie oraz Tebach, gdzie boską małżonką Amona została jego córka – Nitokris II. Pełniła ona również obowiązki arcykapłańskie i podobnie jak jej poprzedniczki realizowała szeroko zakrojony program budowlany. W Sais Amazis rozbudował świątynię Neit, w Memfis wzniósł sanktuarium Izydy oraz świątynię Ptaha. Świątynie powstały również w Mendes i Abydos. W Athribis, w Delcie powstały jedyne w swym rodzaju świątynie, wzniesione z racji podmokłego terenu na potężnych fundamentach, wykonanych z piaskowca i obudowanych suszona cegłą mułową. Ślady owych fundamentów odkryto podczas wykopalisk wraz z depozytem fundacyjnym z imieniem Amazisa. Wynikiem wieloletnich związków, przymierzy i przyjaźni łączących Amazisa z Grekami była budowa świątyni Ateny w Egipcie oraz dary wotywne jakie wysyłał do Cyreny, czy też na Samos i do Lindos. Świątynia Apollina w Delfach została odbudowana po pożarze przy znacznym udziale funduszy, wyasygnowanych przez Amazisa.

## W przededniu inwazji
Niefortunnym zrządzeniem losu, Amazis zmarł w najtrudniejszym momencie swego panowania, a jednocześnie w momencie, w którym jego wybitne talenty mogły okazać się niezwykle cenne aby ocalić Egipt. Gdy armia perska zbliżała się do granic Delty, władca perski Kambyzes otrzymał wiadomość o śmierci faraona oraz objęciu władzy przez jego syna Psametycha III, który, jak okazało się niebawem, nie zdołał uchronić Egiptu przed inwazją i okupacją. Według Herodota, mumia Amazisa została pochowana w stołecznym Sais w obrębie świątyni bogini Neit (utożsamianej przez Greków z Ateną) w grobowcu, „...w podworcu świątynnym stanowiąc wielki krużganek z kamienia, o kolumnach wyglądających jak drzewa palmowe... . Wewnątrz krużganka znajdują się podwójne drzwi, a poza tymi drzwiami stała trumna”.

## Konkluzja
Panowanie Amazisa przypadło na przełomowy okres w dziejach Egiptu. Schyłek XXVI dynastii przyniósł inwazję i okupacje perską. Niezwykła osobowość i rozliczne talenty faraona uczyniły z Egiptu kraj, podobny do tego z dawnych, imperialnych czasów. Amazis był przyjacielem Greków i wiele wątków swego losu oraz dziejów, rządzonego przez siebie Egiptu, z nimi związał. Jest współcześnie uważany przez niektórych badaczy bardziej za Greka niż Egipcjanina. Jego długie, 44-letnie panowanie, rozliczne talenty i niezwykła osobowość, stawiają go w szeregu wybitnych władców starożytnego Egiptu. Jest uważany za jednego z wielkich prawodawców egipskich.

## Tytulatura
| G5 |

| G5 |

| S29 | Y5 · N35 | U2 | Aa11 · X1 |

| S29 | Y5 · N35 | U2 | Aa11 · X1 |

| S29 | Y5 · N35 | U2 | Aa11 · X1 |

| S29 | Y5 · N35 | U2 | Aa11 · X1 |

| G5 |

| G5 |

| S29 | Y5 · N35 | U2 | Aa11 · X1 |

| S29 | Y5 · N35 | U2 | Aa11 · X1 |

| S29 | Y5 · N35 | U2 | Aa11 · X1 |

| S29 | Y5 · N35 | U2 | Aa11 · X1 |

| G16 |

| G16 |

| zA | R24 | M44 | N17 · N17 |

| zA | R24 | M44 | N17 · N17 |

| zA | R24 | M44 | N17 · N17 |

| zA | R24 | M44 | N17 · N17 |

| G16 |

| G16 |

| zA | R24 | M44 | N17 · N17 |

| zA | R24 | M44 | N17 · N17 |

| zA | R24 | M44 | N17 · N17 |

| zA | R24 | M44 | N17 · N17 |

| G8 |

| G8 |

| nTrw | stp |

| nTrw | stp |

| nTrw | stp |

| nTrw | stp |

| G8 |

| G8 |

| nTrw | stp |

| nTrw | stp |

| nTrw | stp |

| nTrw | stp |

| M23 · X1 | L2 · X1 |

| M23 · X1 | L2 · X1 |

| N5 | W9 | G17 | F34 |

| N5 | W9 | G17 | F34 |

| N5 | W9 | G17 | F34 |

| N5 | W9 | G17 | F34 |

| M23 · X1 | L2 · X1 |

| M23 · X1 | L2 · X1 |

| N5 | W9 | G17 | F34 |

| N5 | W9 | G17 | F34 |

| N5 | W9 | G17 | F34 |

| N5 | W9 | G17 | F34 |

| G39 | N5 |

| G39 | N5 |

| N12 | F31 |

| N12 | F31 |

| N12 | F31 |

| N12 | F31 |

| G39 | N5 |

| G39 | N5 |

| N12 | F31 |

| N12 | F31 |

| N12 | F31 |

| N12 | F31 |

Poza wymienionymi istnieje wiele wariacji zapisu imion Amazisa, np. jego nomen niekiedy uzupełniony jest o epitety takie jak iꜤḥ-ms(.w) zꜢ-nt (Ahmose, Syn Neith).